# حسرت موهاني
حسرت موهاني (14 أكتوبر 1878 - 13 مايو 1951) ناشط هندي، ومقاتل في حركة الاستقلال الهندية، وزعيم الحزب الشيوعي الهندي وشاعر بارز باللغة الأردية. صاغ الشعار البارز (بالإنجليزية: Inquilab Zindabad)‏ (تحيا الثورة!) عام 1921. ويعتبر أول شخص يطالب باستقلال كامل للهند في عام 1921 في جلسة أحمد آباد للمؤتمر الوطني الهندي.

## سيرته
كان موهاني عضوًا في المؤتمر الوطني الهندي لسنوات عديدة وانضم أيضًا إلى رابطة مسلمي عموم الهند، حيث شغل منصب رئيسها عام 1919. ودعم موهاني قيادة محمد علي جناح لكنه اختار البقاء في الهند بعد تقسيم الهند عام 1947. وأصبح عضوًا في الجمعية التأسيسية للهند التي صاغت الدستور الهندي. واعترض على تهميش الأقليات المسلمة في الدستور، ورفض التوقيع على الدستور الهندي، وطالب بتمثيل المسلمين الهنود، واختار العيش في الهند بدلاً من الهجرة إلى باكستان.
كان مسلماً، وعاش حياة بسيطة، ذهب إلى الحج عدة مرات. كان يسافر في عربات السكك الحديدية من الدرجة الثالثة. وعندما سُئل عن سبب سفره في الدرجة الثالثة، سخر قائلًا: «لأنه لا يوجد درجة رابعة».
توفي مولانا حسرت موهاني في 13 مايو 1951 في لكناو في الهند.

## منشوراته
- أردو معلي (مجلة).[1][4]
- كليات حسرت موهاني (مجموعة أعماله الشعرية)، نشر في 1928 و1943.[6]
- شرح ديوان غالب.
- تذكرة الشورى (مقالات عن الشعراء).
- مشاهدات زندان (ملاحظات في السجن).

## روابط خارجية
- حسرت موهاني على موقع IMDb (الإنجليزية)